# Matt McGrath
Matthew John „Matt” McGrath (ur. 18 grudnia 1875 w Nenagh, zm. 29 stycznia 1941 w Nowym Jorku) – amerykański lekkoatleta, trzykrotny medalista olimpijski.
Urodził się w Irlandii, ale wyemigrował do Stanów Zjednoczonych. Tam pracował w policji nowojorskiej, a jednocześnie uprawiał różne dyscypliny sportowe, w tym przede wszystkim rzuty lekkoatletyczne. Pierwsze sukcesy osiągnął dopiero w wieku 27 lat, kiedy to uzyskał 7. wynik na świecie w rzucie młotem. Właśnie w tej konkurencji pozostał czołowym zawodnikiem świata aż do czasu, gdy miał 50 lat.
Na igrzyskach olimpijskich w 1908 w Londynie zdobył srebrny medal, przegrywając jedynie z obrońcą tytułu Johnem Flanaganem. Startował także w przeciąganiu liny; jego zespół zajął 5. miejsce. Poprawił swój wynik na igrzyskach olimpijskich w 1912 w Sztokholmie, gdzie zdecydowanie wygrał konkurs rzutu młotem ustanawiając rekord olimpijski wynikiem 54,74 m. Jego najsłabszy mierzony rzut był o blisko 4,5 metra dłuższy od najlepszego wyniku srebrnego medalisty Duncana Gillisa z Kanady.
Po I wojnie światowej McGrath nadal startował z sukcesami. Przed igrzyskami olimpijskimi w 1920 w Antwerpii był jednym z faworytów rzutu młotem i rzutu 56-funtowym ciężarem, ale doznał kontuzji kolana podczas rzutu młotem i musiał się wycofać (zajął 5. miejsce), a w rzucie ciężarem nie wystartował.
Na igrzyskach olimpijskich w 1924 w Paryżu McGrath zdobył srebrny medal w rzucie młotem, przegrywając z innym Amerykaninem Fredem Tootellem. Nie zakwalifikował się na kolejne igrzyska olimpijskie w 1928 w Amsterdamie. Zawiedzeni kibice ufundowali mu bilet do Amsterdamu, ale nie został dopuszczony do rywalizacji.
McGrath był mistrzem Stanów Zjednoczonych w rzucie młotem w 1908, 1910, 1912, 1918, 1922, 1925 i 1926, a w rzucie 56-funtowym ciężarem w 1913, 1916, 1918 i w latach 1922–1925. Jego rekord życiowy w rzucie młotem wynosił 57,10 m.